# Powiat St. Veit an der Glan
Powiat St. Veit an der Glan (niem. Bezirk St. Veit an der Glan) – powiat w Austrii, w kraju związkowym Karyntia. Siedziba powiatu znajduje się w mieście St. Veit an der Glan.

## Geografia
Powiat leży w całkowicie Alpach Centralnych, część zachodnia znajduje się na szczycie Wöllaner Nock, a wschodnia w Lavanttaler Alpen.
Powiat St. Veit an der Glan graniczy z następującymi powiatami: na północy Murau i Judenburg (obydwa w Styrii), na wschodzie Wolfsberg, na południu licząc od wschodu Völkermarkt, Klagenfurt-Land oraz miastem statutarnym Klagenfurt am Wörthersee, na zachodzie z powiatem Feldkirchen.

## Transport
Trzema najważniejszymi drogami w powiecie są droga ekspresowa S37 (Klagenfurter Schnellstraße), droga krajowa B317 (Friesacher Straße) i B92 (Görtschitztal Straße). Biegną one w kierunku północ południe. Drogami krajowymi w kierunku wschód zachód są B82 (Seeberg Straße), B93 (Gurktal Straße) i B94 (Ossiacher Straße).
Główna linia kolejowa łączy Klagenfurt am Wörthersee z Wiedniem.

## Podział administracyjny
Powiat podzielony jest na 20 gmin, w tym cztery gminy miejskie (Stadt), dziewięć gmin targowych (Marktgemeinde) oraz siedem gmin wiejskich (Gemeinde).
| Miasta 1. Althofen (4826) 2. Friesach (4901) 3. St. Veit an der Glan (12 255) 4. Straßburg (1986) Gminy targowe 1. Brückl (2735) 2. Eberstein (1218) 3. Gurk (1187) 4. Guttaring (1504) 5. Hüttenberg (1291) 6. Klein St. Paul (1766) 7. Liebenfels (3405) 8. Metnitz (1868) 9. Weitensfeld im Gurktal (2015) | Gminy 1. Deutsch-Griffen (851) 2. Frauenstein (3555) 3. Glödnitz (828) 4. Kappel am Krappfeld (1964) 5. Micheldorf (980) 6. Mölbling (1333) 7. St. Georgen am Längsee (3624) |
| (stan liczby mieszkańców 1 stycznia 2023) | |